# Lisa Tormena
Lisa Tormena (Aviano, 24 giugno 1980) è una giornalista e regista italiana.

## Biografia
Giornalista e documentarista, Lisa Tormena si è laureata nel 2005 in Scienze Internazionali e Diplomatiche all'Università di Bologna. In seguito ha lavorato come assistente di ricerca e collaborato con due testate giornalistiche romagnole.
Nel 2008 ha diretto insieme a Matteo Lolletti MdJ, libertà in esilio, documentario sulla libertà di stampa girato alla Maison des Journalistes di Parigi, frutto della sua esperienza come stagista alla Maison des Journalistes di Parigi. Il film ha vinto il Premio Ilaria Alpi nel 2009 nella categoria Produzione e il premio Fedic al Sedicicorto International Film Festival nel 2010.
Successivamente ha lavorato come giornalista radio-televisiva nella redazione di Tele1 di Faenza, quindi ha diretto,  sempre con Matteo Lolletti, i documentari Il giorno in cui la notte scese due volte (2009), che ha aperto il Corso di Comunicazione Giornalistica della Facoltà di Sclenze della Comunicazione dell'Università di Bologna e La prigione invisibile (2010), che racconta la vicenda di Claudia Vincenzi plagiata per dieci anni da un mago, che è stato selezionato al concorso Visioni Italiane Doc nel 2011.
Insieme a Gaia Vianello e Juan Martin Baigorria, è autrice di Aicha è tornata (2011), documentario sulle migrazioni di ritorno femminili in Marocco. Nel 2011 è autrice di Licenziata!, documentario sulla lotta delle operaie della storica fabbrica Omsa.
È presidentessa della società cooperativa Sunset, che si occupa principalmente di produzione video a stampo sociale e responsabilità sociale d'impresa.

## Filmografia parziale

### Regista
- MdJ - Libertà in esilio, co-regia con Matteo Lolletti - cortometraggio documentario (2008)
- Il giorno in cui la notte scese due volte, co-regia con Matteo Lolletti - cortometraggio documentario (2009)
- La prigione invisibile, co-regia con Matteo Lolletti - documentario (2010)
- Aicha è tornata, co-regia con Juan Martin Baigorria - documentario (2011)
- Licenziata! - cortometraggio documentario (2011)
- Dalle onde del mondo, co-regia con Matteo Lolletti - documentario (2013)
- This Is Not Paradise, co-regia con Gaia Vianello - documentario (2014)

### Produttrice
- Solo cose belle, regia di Kristian Gianfreda (2019)